# Verwaltungsgemeinschaft Roßla
Die Verwaltungsgemeinschaft Roßla war eine Verwaltungsgemeinschaft im sachsen-anhaltischen Landkreis Sangerhausen, in der sich die Gemeinden Bennungen, Breitungen, Dietersdorf, Drebsdorf, Hainrode, Hayn (Harz), Kleinleinungen, Questenberg, Roßla und Wickerode zusammengeschlossen hatten. Roßla war Verwaltungssitz. Am 1. Januar 2005 wurde sie mit der Verwaltungsgemeinschaft Stolberg/Harz sowie den Gemeinden Breitenbach, Großleinungen und Wolfsberg aus der Verwaltungsgemeinschaft Südharz zur neuen Verwaltungsgemeinschaft Roßla-Südharz zusammengeschlossen.